# Casa dos Paivas ou da Roda
A Casa dos Paivas, também referida como Casa da Roda, localiza-se na zona de São João do Souto, na atual  freguesia de Braga (Maximinos, Sé e Cividade), na cidade e no Município de Braga, no Distrito de Braga, em Portugal.
Encontra-se classificada como Imóvel de Interesse Público desde 1986.

## História
Foi erguida no século XVI, no centro histórico da cidade.
Ao final do século XIX, a Câmara Municipal alugou o imóvel, onde instalou o "Hospício dos Expostos" ou "Casa da Roda", que se constituiu na última casa da Roda em Braga, o que lhe conferiu a atual designação.
Em 1986 o imóvel foi adquirido pela Câmara Municipal, vindo a ser requalificado.
Nela teve sede a Junta de Freguesia de São João do Souto e abriga a Associação Jovens em Caminhada.

## Características
O edifício em estilo renascentista Florentino, foi construído com materiais de edifícios anteriores, e esta reutilização confere-lhe um aspecto original. As arestas em pedra, a simetria, a estética e a harmonia são os seus aspectos mais marcantes.